# Homoeocera
Homoeocera es un género de polillas de la subfamilia Arctiinae.

## Especies
Este género contiene las siguientes especies:
- Homoeocera affinis Rothschild, 1931
- Homoeocera albizonata Dognin, 1914
- Homoeocera acuminata (Walker, 1856)
- Homoeocera crassa Felder, 1874
- Homoeocera duronia Druce, 1910
- Homoeocera georginas Laguerre, 2010
- Homoeocera gigantea Druce, 1884
- Homoeocera ianthina Draudt, 1915
- Homoeocera lophocera Druce, 1898
- Homoeocera magnolimbata Dognin, 1911
- Homoeocera modesta Draudt, 1915
- Homoeocera multipuncta Rothschild, 1931
- Homoeocera papalo Laguerre, 2010
- Homoeocera rhodocera Schaus, 1904
- Homoeocera rodriguezi Druce, 1890
- Homoeocera sahacon Druce, 1896
- Homoeocera sandion Druce, 1910
- Homoeocera stictosoma Druce, 1898
- Homoeocera tolosa (Druce, 1883)
- Homoeocera toulgoeti Lesieur, 1984
- Homoeocera trizona Dognin, 1906